# Bill Skeat
William Frederick James Skeat, kortweg Bill Skeat, (Londen, 25 juli 1926- aldaar 4 juli 1999) was een Brits klarinettist en saxofonist.
Skeat begon al in zijn jeugd de klarinet te bespelen. Inspirator daarbij was Benny Goodman. De Tweede Wereldoorlog onderbrak zijn carrière, hij werd verpleger (Bevan boy, naar Aneurin Bevan), maar kon later de klarinet weer oppakken in bandjes van het Britse leger. In aanvulling op de klarinet begon hij ook saxofoon te bespelen en in 1948 trad hij toe tot de Blue Rockets, een danscombo in Londen. Vervolgens trok hij door naar een band met als thuisplaats Glasgow. Eenmaal teruggekeerd in Londen werd Skeat na twee jaar te hebben gespeeld bij Billy Ternant getroffen door tuberculose; hij verdween twee jaar van het podium. In 1955 was hij terug op het podium in het London Palladium Orchestra.
Vlak daarna vonden zijn eerste werkzaamheden als studiomuzikant plaats, maar hij begeleidde ook. Bing Crosby, Tony Bennett, Fred Astaire en Peggy Lee maakte gebruik van zijn diensten; zelfs Stan Getz schakelde hem in, net als Oscar Peterson. Zijn bekendheid beklijfde niet en in de jaren 70 kwam er een daling in zijn werkzaamheden. Hij speelde nog op festivals en in jazzclubs. Hij trok in zijn muzikale leven de gehele wereld over. In 1980 speelde hij een nummer mee op het album "Het dubbelleven van Holle Vijnman" van Harry Sacksioni. In 1981 is hij terug te vinden bij opnamen van een album van Chas Jankel. Hij stierf in 1999 aan een hartinfarct.
Zijn broer Len Skeat bespeelde de contrabas en basgitaar. Zijn zoon Bob Skeat bespeelde de basgitaar gedurende een aantal jaren in rockband Wishbone Ash.